# Operation Ocean Shield
Die Operation Ocean Shield war eine Initiative zur Bekämpfung von Piraterie im Indischen Ozean, im Guardafui-Kanal, im Golf von Aden und im Arabischen Meer. Es folgt der früheren Operation Allied Protector. Die Marineoperation begann am 17. August 2009, nachdem sie vom Nordatlantikrat genehmigt worden war. Das Programm wurde am 15. Dezember 2016 von der NATO beendet. Die Operation Ocean Shield konzentrierte sich auf den Schutz der Schiffe der Operation Allied Provider, die im Rahmen des Welternährungsprogramms der Vereinten Nationen in der Region Hilfsgüter transportierten. Die Initiative trug auch dazu bei, die Marine und die Küstenwache der Regionalstaaten zu stärken, um Piratenangriffen entgegenzuwirken. Zusätzlich schickten China und Südkorea Kriegsschiffe, um an diesen Aktivitäten teilzunehmen. Die US-Marine leistete den größten Beitrag, gefolgt von der indischen Marine.
Die Taskforce bestand aus Schiffen der beitragenden Marine, angeführt von einem bestimmten Führungsschiff. Die Rolle der Führung wurde zwischen den verschiedenen Ländern gewechselt. Im Oktober 2015 war dies die türkische Fregatte TCG Gediz.

## Hintergrund
Von Oktober bis Dezember 2008 führte die NATO mit der Standing NATO Maritime Group 2 (SNMG 2) die Operation Allied Provider zum Schutz der Seewege am Horn von Afrika durch. Von März bis Juni 2009 folgte mit der Standing NATO Maritime Group 1 (SNMG 1) die Operation Allied Protector mit der gleichen Zielsetzung.
Bei der Vorbereitung der Nachfolgeoperation wurde zeitweilig auch über eine mögliche Beteiligung russischer Einheiten im Rahmen der Operation Ocean Shield diskutiert.
Ab 30. Juni 2009 ersetzte die SNMG 2 die vor Ort befindlichen Kräfte, die Bezeichnung Operation Allied Protector wurde entgegen anders lautender Planung zunächst beibehalten.
Am 17. August 2009 stimmte der Nordatlantikrat der Entsendung einer Mission unter dem Namen Operation Ocean Shield zu.

## Auftrag
Die Schiffe der NATO haben ein spezifisches Mandat zum Schutz und zur Abschreckung vor Piraterie in den Hoheitsgewässern. Alle Mitglieder der NATO tragen dazu bei, dass die Operation durch Finanzierung oder Material zum Erfolg wird. Die NATO-Verbündeten stellen Schiffe und Patrouillenflugzeuge für die Seegruppen bereit, die wiederum durch Ocean Shield eine Reihe von Schiffen abwechselnd zugewiesen wurden.

## Organisation

### Führung
Die Führung der Mission auf operativer Ebene erfolgt durch das Allied Joint Command Lisbon in Lissabon, Portugal, auf taktischer Ebene durch das Maritime Component Command Headquarters Northwood, Vereinigtes Königreich.

### Beteiligte Kräfte
Die eingesetzten Kräfte werden durch die SNMG1 und SNMG2 gestellt. Es handelt sich dabei um drei oder vier Fregatten oder Zerstörer der NATO-Mitgliedsstaaten. Die beteiligten Schiffe werden nach einigen Monaten im Einsatzgebiet ausgetauscht. Der zweimonatige Einsatz des niederländischen U-Bootes Zeeleeuw vor der somalischen Küste zur Aufklärung der Stützpunkte der Piraten wurde erst nach Einsatzende im November 2010 bekanntgegeben.
Die Schiffe werden teilweise durch Aufklärungsflugzeuge ergänzt.